# Otim
Otim (em iorubá: Ọ̀tìn) Orixá da caça, ligada à Oxóssi, o acompanha pelas matas, caçando. Defende tanto o caçador, quanto a caça. Cultuada na cidade de Ocucu, Oxum, na Nigéria. Também é nome do rio Otim
No Batuque, é cultuado como Orixá feminino. No Candomblé Queto existem dois Orixás, (qualidades de Orixás) Odé Inlé e Oxum Otim - caçadora, arisca, que dizem não incorporar. Algumas fontes trazem a informação de que Otim foi criada pela imaginação de Odé, pois era muito sozinho. Ele imaginou tanto e com tanta vontade uma companheira, que Otim apareceu para ele, sendo o único Orixá que não esteve viva na Terra. A função de Otim é levar água para os Orixás. Aparentemente, Otim (Orixá) é um Orixá feminino, ligada a Oxóssi, Ossanhe, Oxum, Iemanjá, Ogum, dentre outros. Orixá da caça, das presas,da floresta,aparentemente também tem domínio sobre as águas. É representada carregando uma jarra na cabeça, pois é ligada também a agricultura. Odé Otim, qualidade de Oxóssi - Um Oxóssi azul, usa capanga e lança. Vive no mato a caçar. Come toda espécie de caça mas tem como preferência o búfalo.

## Qualidades
São poucas as qualidades deste orixá , devido ao fato de a cultura deste ter se perdido,
São Elas:
- Otim Obá Lé -  Caminhos com o Orixá Xangô
- Otim Lá Mirô - Caminhos com o Orixá Oxum
- Otim Mauá - Caminhos com o Orixá  Odé Erinlé